# The Legacy at Millennium Park
The Legacy at Millennium Park, besser bekannt als Legacy Tower, ist der Name eines Wolkenkratzers in Chicago, der 2010 fertiggestellt wurde. Das Gebäude ist 250 Meter hoch und zählt 71 Etagen.
Mit dem Bau des Gebäudes wurde 2007 begonnen, 2010 wurde er vollendet. Der Turm hatte seine maximale Höhe Mitte 2009 bereits erreicht, sodass die äußerlichen Bauarbeiten zu diesem Zeitpunkt bereits abgeschlossen werden konnten. Die vollständige Fertigstellung war Anfang 2010. Im Inneren des Hochhauses sind 360 luxuriöse Wohnungen sowie 460 Parkplätze enthalten. In den unteren Etagen wird das Gebäude zudem noch auf 3.800 m² Unterrichtsräume für das Illinois Institute of Art beinhalten. Das Gebäude ist damit das höchste Wohngebäude der Stadt und das dritthöchste in den Vereinigten Staaten. Der Turm hat eine rechteckige Grundfläche und wurde außen vollständig mit Glas verkleidet.
Durch das schmale Design des Gebäudes wird jedem Bewohner ein Aussichtspunkt auf den Michigansee und den Park geboten.

## Einzelnachweise

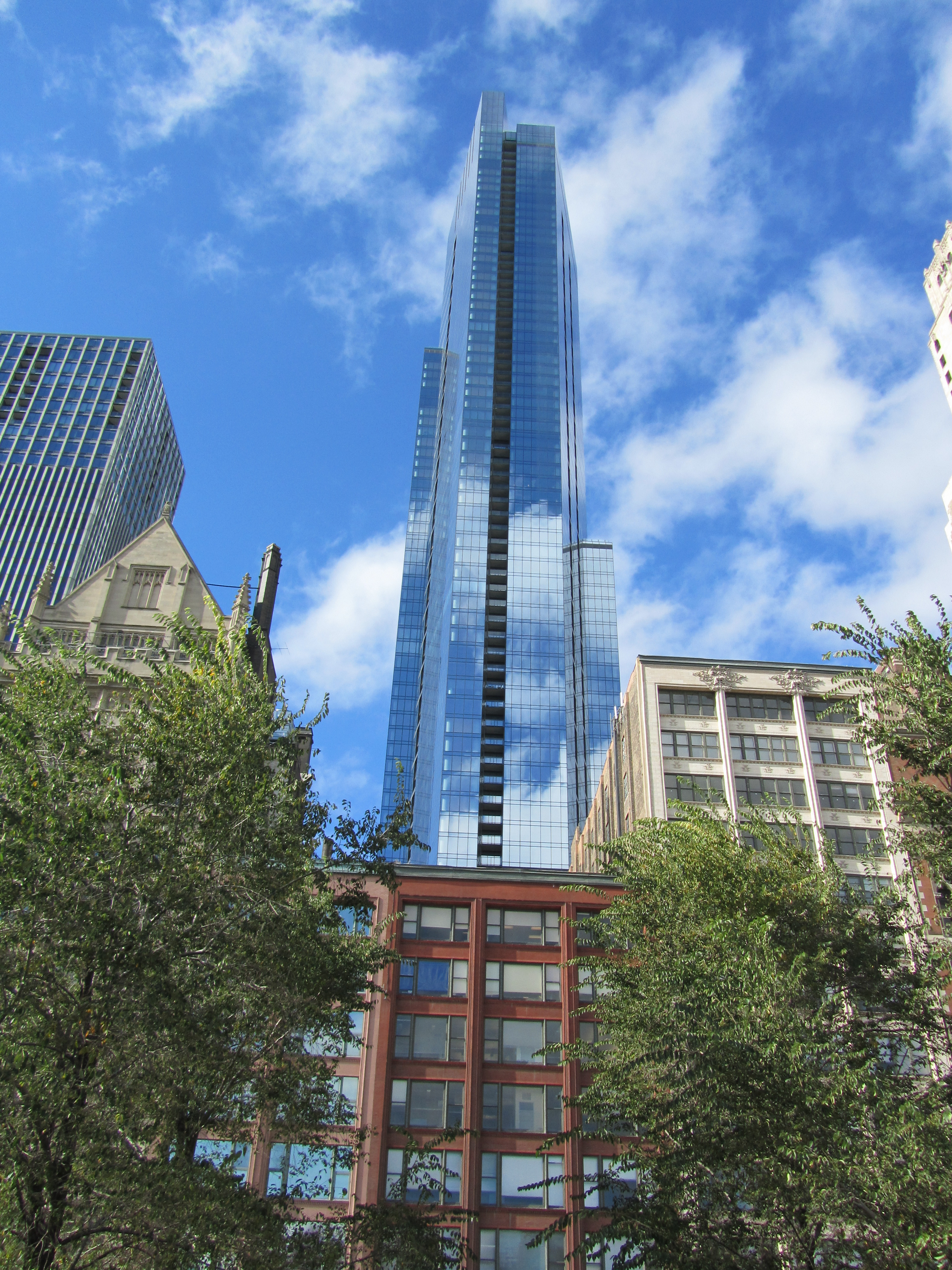
Blick von unten auf den Turm (seitlich)